# سفارة فيتنام في السويد
سفارة فيتنام في السويد هي أرفع تمثيل دبلوماسي لدولة فيتنام لدى السويد. تقع السفارة في ستوكهولم وهي تهدف لتعزيز المصالح الفيتنامية في السويد.

## وصلات خارجية
- قائمة سفارات فيتنام
- قائمة السفارات في السويد